# Guntō
La guntō (軍刀?) era una spada cerimoniale prodotta per l'Esercito imperiale giapponese e per la Marina imperiale giapponese dopo l'introduzione della coscrizione nel 1872.

## Storia

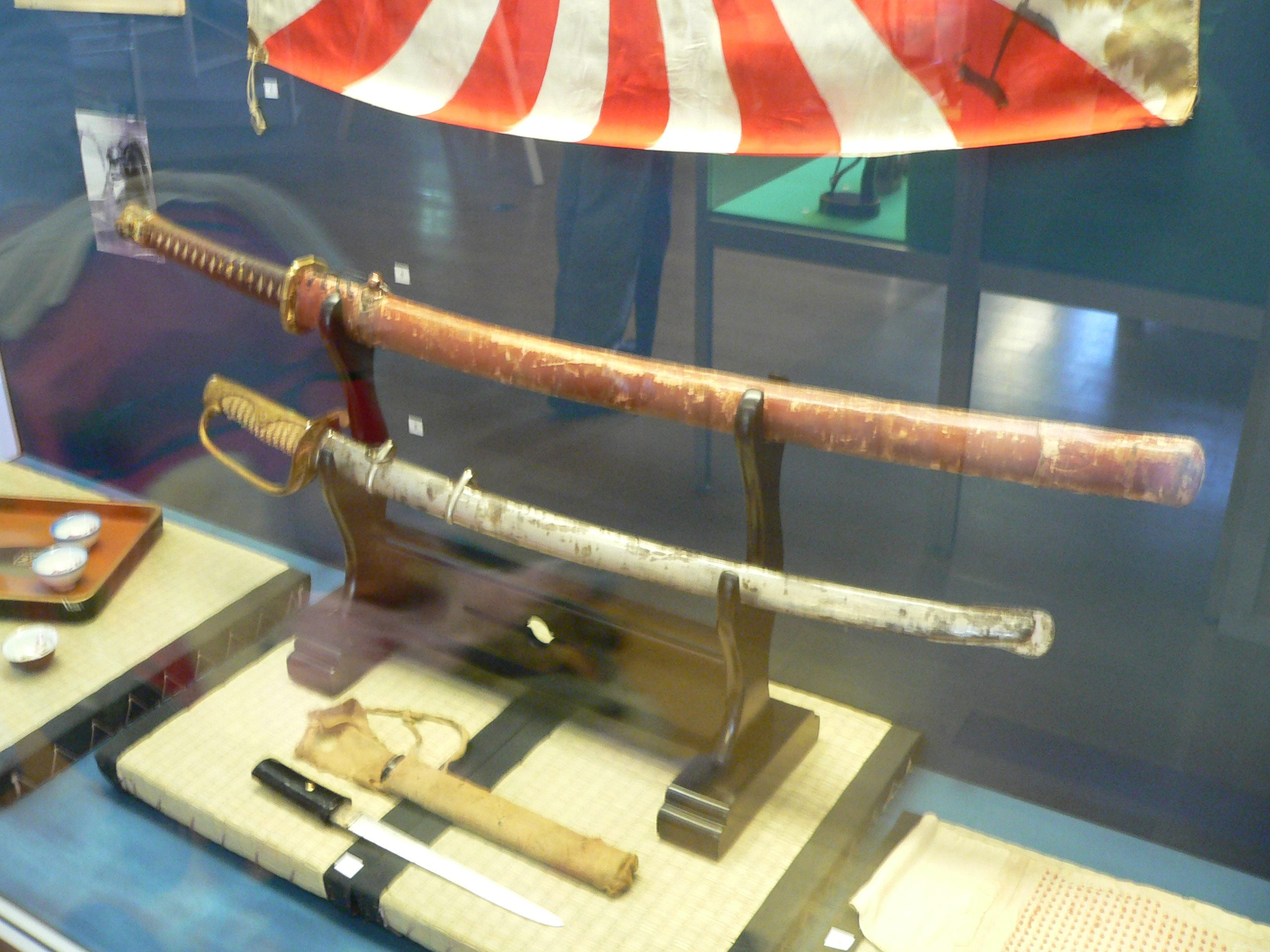
Due antichi guntō giapponesi su una rastrelliera per spade (katana kake): shin guntō sopra e kyū guntō sotto.

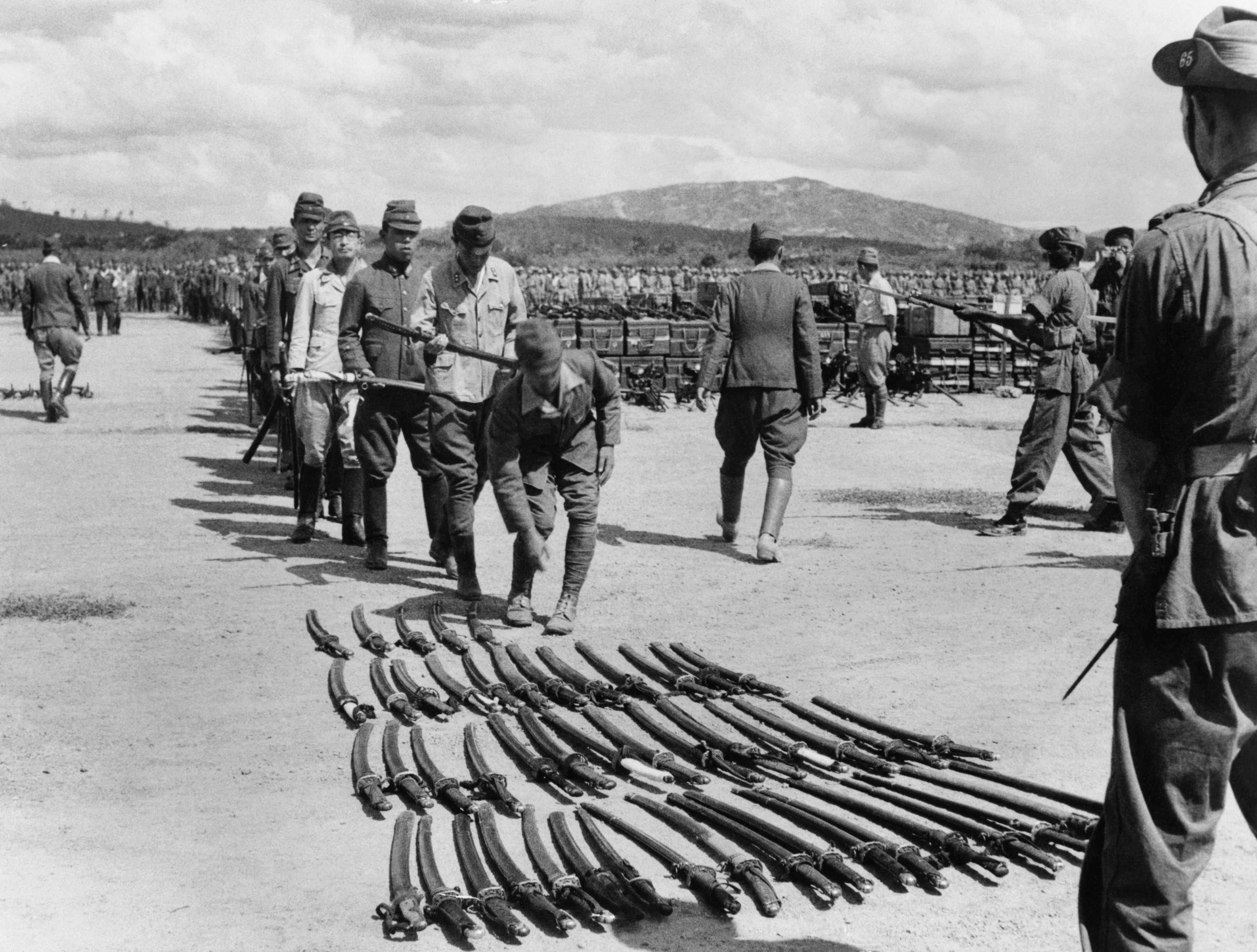
Lunga fila di ufficiali giapponesi si arrendono consegnando le loro spade alla 25th Indian Division a Kuala Lumpur, 1945.

In Giappone la produzione di spade in ferro iniziò verso la fine del IV secolo D.C. La katana iniziò a fare la sua comparsa intorno alla metà del periodo Muromachi (1336-1573). Nel periodo Momoyama (1573-1603) la produzione delle spade vide un notevole sviluppo sia in termini di tecnologia che estetico. Durante l'epoca Tokugawa (1603-1868) le lame con una lunghezza superiore ai 60,6 cm (2 shahu) furono riservate ai samurai, venendo vietate per gli altri cittadini. L'arrivo in Giappone della spedizione del commodoro Matthew Perry nel 1853, e la successiva firma della convenzione di Kanagawa vide il Giappone aprirsi al mondo esterno.
Durante il periodo Meiji la classe dei samurai venne gradualmente sciolta e l'editto Haitō del 1876 proibì il porto pubblico delle spade, eccetto ex signori dei samurai (daimyō), militari e forze di polizia. Molti armaioli conobbero la crisi in questo periodi di modernizzazione del mondo militare giapponese e molti si riciclarono come coltellinai. L'impegno militare in Cina e Russia durante il periodo Meiji contribuì a rivitalizzare la manifattura delle spade, che nel Periodo Shōwa, prima e durante la seconda guerra mondiale, tornarono a essere prodotte su vasta scala. Tra il 1926 e il 1945, in seguito agli avvenimenti succedutisi dopo la fine della Gran Guerra in Giappone si manifestò un forte sentimento militare ultranazionalista e imperialista. In considerazione delle nuove esigenze militari vennero progettate spade per le esigenze delle nuove operazioni belliche, e sebbene ispirate all'uchigatana del passato avevano caratteristiche e disegno moderno.
Nel periodo di riarmo antecedente e durante la seconda guerra mondiale fu deciso che tutti gli ufficiali giapponesi dovevano dotarsi di spada. Si trattava del 20% del personale dell'esercito imperiale e circa la metà del personale della marina imperiale. Durante questo periodo furono realizzate spade prodotte in maniera tradizionale, ma per rispondere all'ampia richiesta vennero reclutati anche fabbri con poca o nessuna esperienza nelle tecniche tradizionali. Inoltre, le forniture del tipo di acciaio (tamahagane) utilizzato per le spade erano limitate, quindi vennero utilizzati altri tipi di acciaio. Venne semplificato anche il processo di forgiatura, con l'adozione della martellatura meccanica e della tempra in olio invece della martellatura manuale e la tempra in acqua: queste misure portarono alla realizzazione di spade prive delle usuali caratteristiche associate alle armi bianche giapponesi.
Le spade non tradizionali realizzate in questo periodo erano chiamate shōwatō. Nel 1937 il governo giapponese iniziò a richiedere l'uso di uno speciale marchio sul pomolo delle spade per distinguere le armi prodotte industrialmente da quelle tradizionali. In guerra, le lame delle antiche spade venivano rimontate su else militari moderne. In Giappone la shōwatō non è considerata una vera spada giapponese e vengono confiscate. Fuori dal Giappone esse sono collezionate come manufatti storici.

## Modelli

### Kyū guntō(antica spada militare)

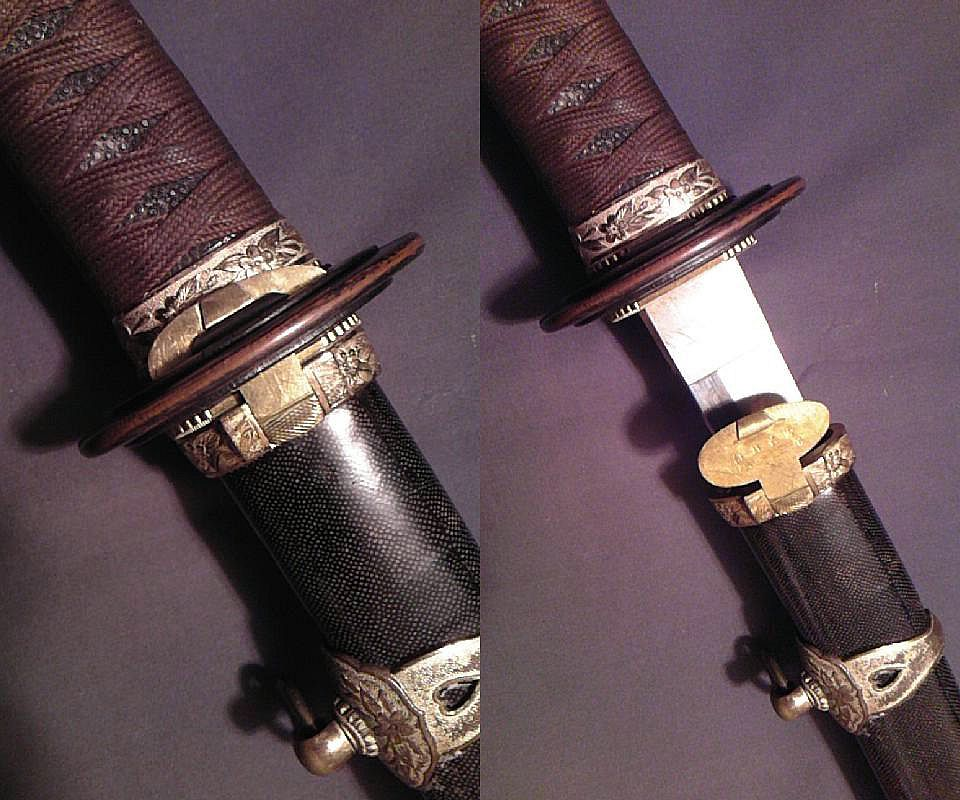
Particolare di una Kai gunto con custodia da combattimento finemente realizzata.

La prima spada d'ordinanza dei militari giapponesi era conosciuta come antica spada militare (旧軍刀?, kyū guntō). Murata Tsuneyoshi (1838-1921), un generale che in precedenza produceva armi da fuoco, iniziò a realizzare quella che probabilmente è stata la prima sostituta prodotta in massa delle tradizionali spade samurai. Queste spade erano definite Murata-tō e vennero usate sia nella prima guerra sino-giapponese (1894-1895) e nella guerra russo-giapponese (1904-1905). La kyū guntō venne usata dal 1875 al 1934 e la maggior parte dei modelli ricordavano le spade europee e americane del tempo, con guardia arrotondata (detta a D) e fodero cromato (saya).
Prima del 1945, molte kyū guntō furono distribuite agli ufficiali per colmare la richiesta di spade nella classe militare degli ufficiali allora in espansione. Per distinguere l'individualità, la ricchezza o l'abilità artigianale, molte spade erano prodotte in piccoli lotti di 1-25 armi, perpetuando così la cultura della spada. Gli stili variavano notevolmente, con ispirazioni tratte dalle spade delle epoche precedenti, stemmi familiari e forme artistiche sperimentali che il periodo della Restaurazione Meiji aveva iniziato a introdurre. Alcuni esemplari includevano lavorazioni in argento in stile europeo, giade, cloisonné o pitture e lavori metallici di rilievo artistico.

### Shin guntō(nuova spada militare)

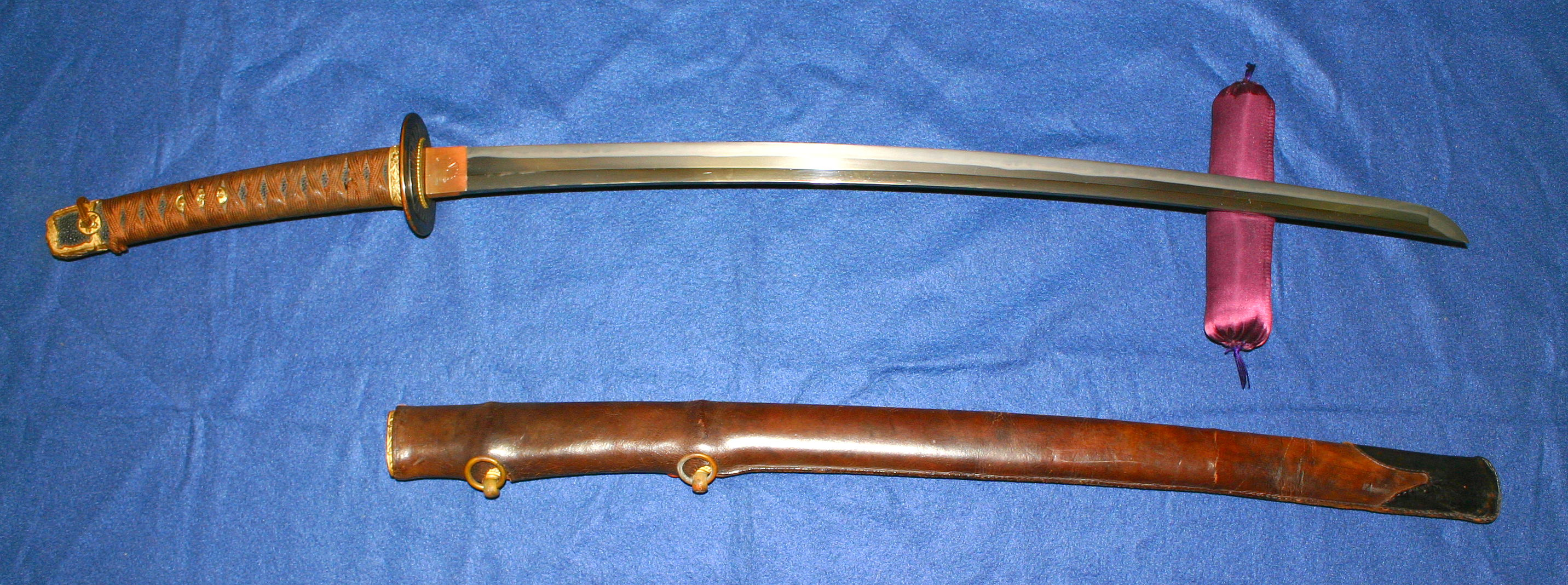
Kai gunto con custodia da combattimento in cuoio per il fodero.

La nuova spada militare (新軍刀?, shin guntō) era un'arma e un simbolo di grado militare usato dall'Esercito imperiale giapponese tra il 1935 e il 1945. Per la maggior parte di questo periodo, le spade furono prodotte dall'arsenale navale di Toyokawa. 
In risposta al crescente nazionalismo all'interno delle forze armate, nel 1934 venne disegnato un nuovo stile di spada per i militari. La shin guntō era ispirato a un tradizionale tachi da fianco del Periodo Kamakura (1185-1333). Il grado degli ufficiali giapponesi era indicato da tasselli colorati legati ad un anello all'estremità dell'elsa: rosso-marrone e oro per i generali, marrone e rosso per gli ufficiali superiori, marrone e blu per gli ufficiali inferiori e warrant officer, marrone per sergenti maggiori, sergenti e caporali. Le lame delle shin guntō variavano da quelle moderne prodotte in serie a quelle contemporanee artigianali fino a lame antiche di centinaia di anni.

#### Type 94
La spada da ufficiale shin guntō Type 94 (九四式軍刀?, kyūyon-shiki guntō) nel 1934 rimpiazzò le kyu gunto in stile occidentale. Essa aveva un'elsa di tipo tradizionale giapponese (tsuka) con impugnatura in pelle di squalo (same) avvolta in seta (ito). Un fiore di ciliegio, simbolo dell'Esercito imperiale, era inserito su guardia (tsuba), pomolo (kashira), collare (fuchi) e ornamenti dell'impugnatura (menuki).
Il fodera era in metallo con rivestimento interno in legno a protezione della lama. Spesso era dipinto di marrone e dotato di due supporti in ottone, uno dei quali rimovibile ed utilizzato solo con l'alta uniforme. Anche gli accessori del fodero erano decorati con fiori di ciliegio.

#### Type 95
La shin guntō Type 95 (九十五式軍刀?, kyūgō-shiki guntō) adottata nel 1935 era destinata ai sottufficiali. Era simile al Type 94 per ufficiali ma più economica da produrre in massa, grazie alla lama prodotta in serie, caratterizzata da profondi sgusci (bo hi) e numero di serie impresso in numeri arabi. Inizialmente l'impugnatura era in fusione di metallo (rame o alluminio) e pitturata con i motivi tradizionali delle spade per gli ufficiali. Le componenti in ottone erano simili a quelle della shin guntō da ufficiale. Nel 1945 vennero a mancare molti componenti essenziali per la produzione delle spade, e ciò comportò una notevole riduzione della qualità delle armi prodotte. Data la scarsità di acciaio, ferro e ottone, vennero introdotte impugnature e fodere in legno (saya).
A partire dal 1945 venne prodotta una versione ulteriormente semplificata, con una semplice impugnatura in legno cono scanalature incrociate, fodero in legno invece che i metallo e finimenti in ferro invece che in ottone.

#### Type 98
Nel 1938 avvenne il passaggio alla produzione della shin guntō Type 98 (九八式軍刀?, kyūhachi-shiki guntō), essenzialmente una versione semplificata della Type 94. Nelle prime Type 98 le differenze erano minime rispetto al precedente modello; la più rilevante era l'assenza nel fodero del secondo supporto amovibile in ottone.
Tra il 1938 e la fine della guerra nel 1945 furono apportate altre modifiche. Verso la fine del conflitto le scorte di metallo si stavano esaurendo e le shin guntō venivano prodotte con foderi di legno, con accessori in rame o ferro brunito, più economici dell'ottone.

### Kaiguntō(spada navale)
La Kaiguntō (海軍刀? lett. "spada navale") era la versione navale e meno diffusa della shin guntō. Alcune furono prodotte con lame in acciaio inossidabile. Era riservata agli ufficiali della marina imperiale giapponese. spesso aveva fodero di lusso in pelle di razza, laccato di nero o blu scuro. Molte di esse avevano lama in acciaio inossidabile prodotte presso il Tenshozan Tanrenjo sito presso la prefettura di Kanagawa, che produceva Kaiguntō e pugnali per la marina. Gli ufficiali della marina potevano acquistare queste spade direttamente presso il negozio della Tenshozan. Altre spade Kaiguntō furono realizzate presso l'arsenale navale di Tokoyawa.

## Galleria d'immagini

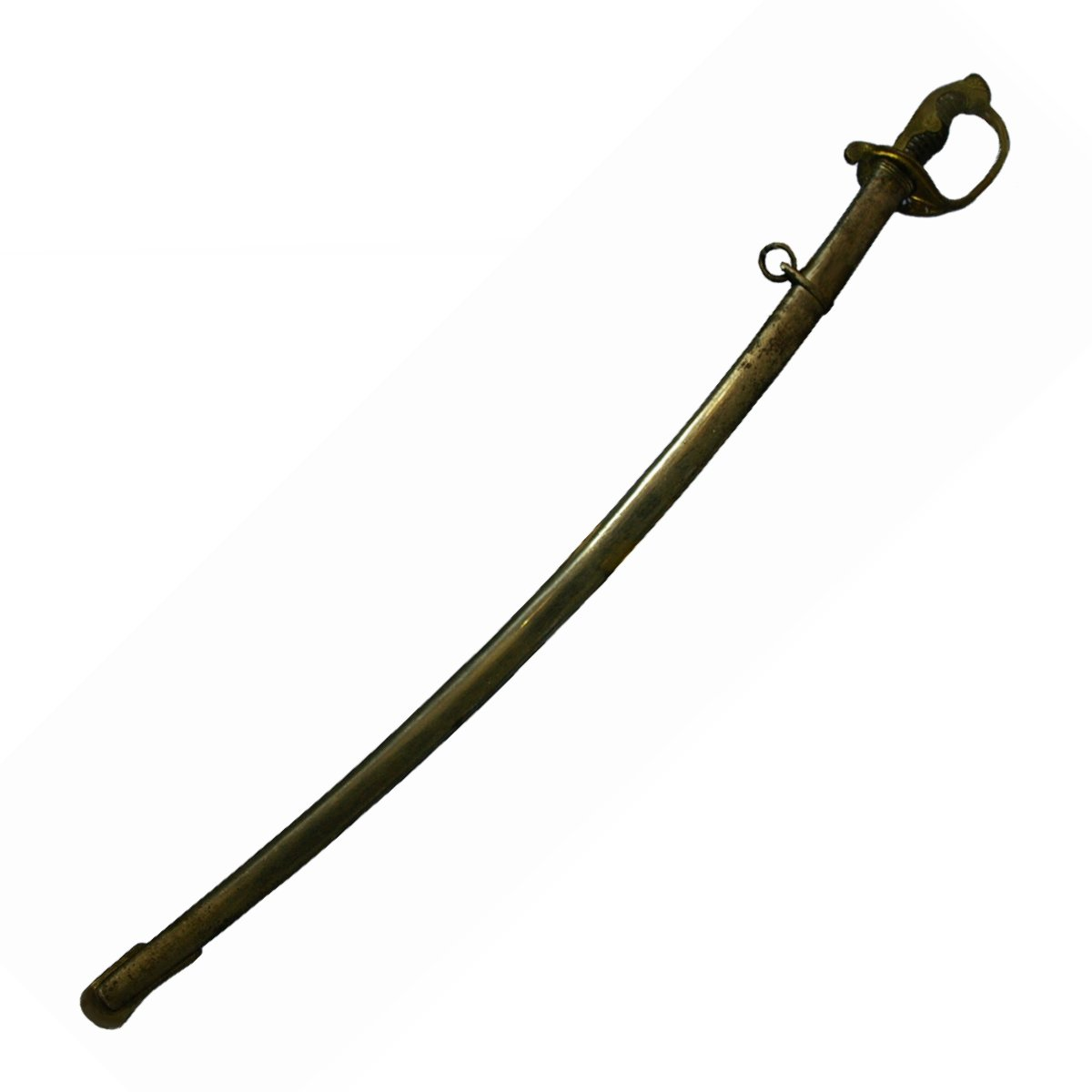
Kyū guntō
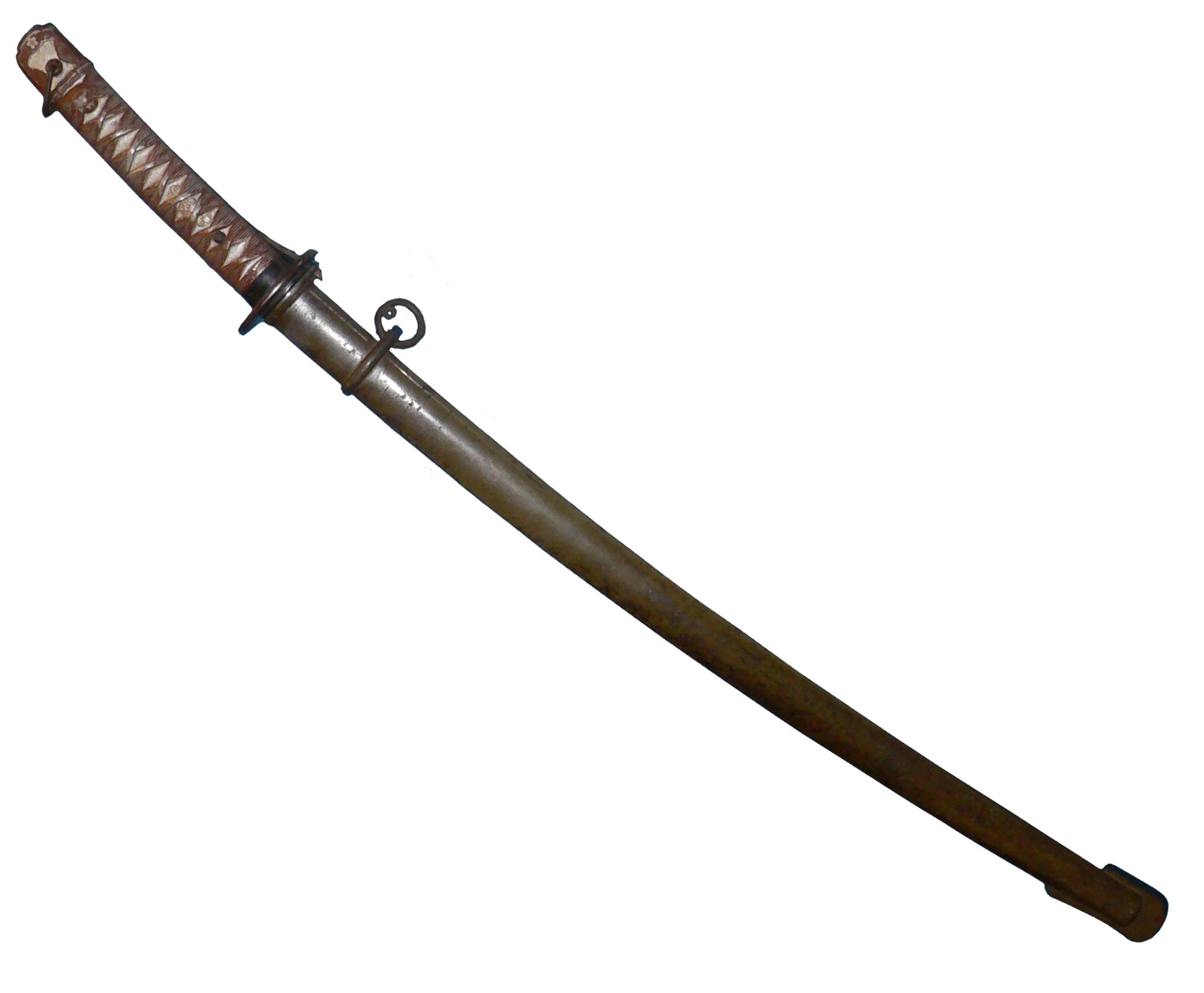
Shin guntō Type 95 da sottufficiale, con impugnatura in metallo fuso e pitturato a imitazione della tradizionale tsuka con seta intrecciata
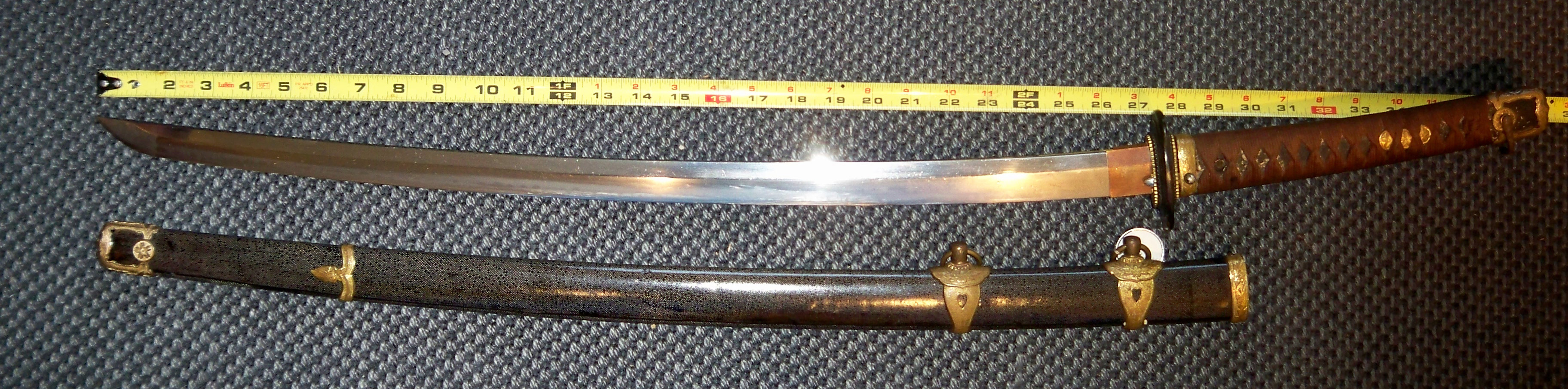
Kai guntō con fodera in pelle di squalo
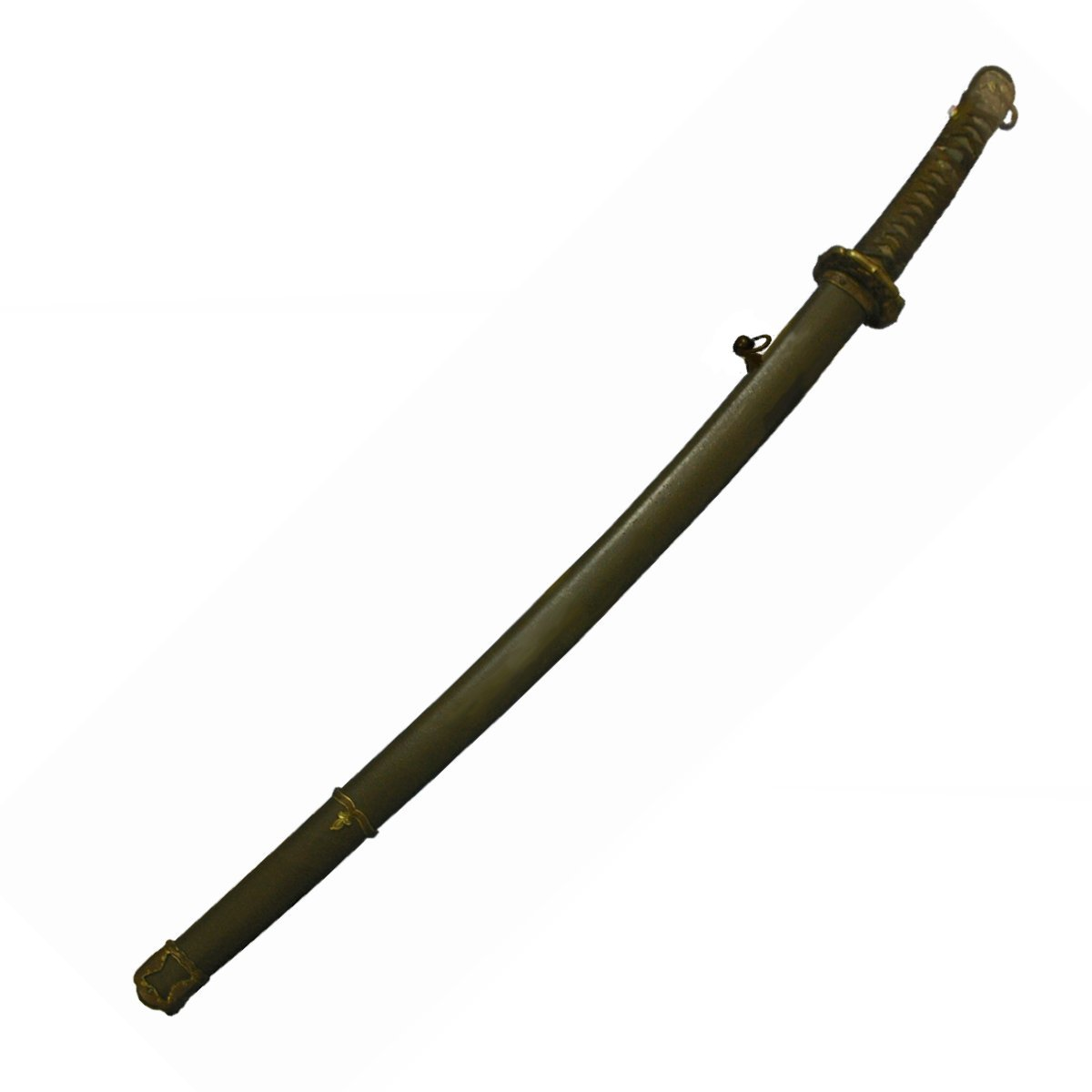
Shin guntō Type 98 dell'esercito

### Annotazioni
1. ↑  Guerra civile cinese, crisi del capitalismo, minaccia sovietica.

### Fonti
1. ↑  Farwell 2001, p. 437.
2. 1 2 3 4 5 6  Clerici 2023, p. 2.
3. 1 2  Nagayama 1997, p. 43.
4. 1 2  Sinclaire 2008, pp. 59-59.
5. ↑  Clerici 2023, p. 4.
6. 1 2 3 4 5 6 7  Clerici 2023, p. 5.
7. ↑  Kapp, Kapp, Yoshikara 2002, p. 70.
8. ↑  Leon Kapp, Hiroko Kapp, Yoshindo Yoshihara, p. 42.
9. ↑  Nalty 1999, p. 10.
10. 1 2  Jowett 2002, p. 41.
11. ↑  Japanese Sword.
12. 1 2 3 4 5  Clerici 2023, p. 6.
13. 1 2 3 4 5 6 7 8 9 10 11 12  Clerici 2023, p. 7.
14. ↑  Sinclaire 2008, p. 85.
15. ↑  Graf 2007, p. 212.
16. 1 2 3 4  Clerici 2023, p. 8.